# Chevrolet 1N
Der Chevrolet 1N war ein Personenkraftwagen. Er wurde gebaut
- 1972 als Kingswood Estate,
- 1972–1975 als Caprice und
- 1998–heute als Chevelle Malibu.